# 李猷嘉
李猷嘉（1932年11月21日—），江苏常州人，中国燃气供应专家。

## 生平
1953年毕业于同济大学，1956年毕业于哈尔滨工业大学。2001年当选为中国工程院院士。